# Nižné Repaše
Nižné Repaše (allemand : Unterrippsch) est un village de Slovaquie situé dans la région de Prešov.

## Histoire
Première mention écrite du village en 1270.

## Démographie

### Évolution de la population
| Année:               | 1994. | 2004.    | 2014.    | 2024.    |
| -------------------- | ----- | -------- | -------- | -------- |
| Nombre de personnes: | 251   | 212      | 183      | 149      |
| Différence:          |       | -15,53 % | -13,67 % | -18,57 % |

| Année:               | 2023. | 2024. |
| -------------------- | ----- | ----- |
| Nombre de personnes: | 149   | 149   |
| Différence:          |       | +0 %  |